# Hexanchus nakamurai
Hexanchus nakamurai – gatunek drapieżnych, morskich rekinów sześcioszparokształtnych z rodziny sześcioszparowatych (Hexanchidae), blisko spokrewniony z sześcioszparem szarym. 

## Występowanie
Występuje w środkowej części zachodniego Oceanu Atlantyckiego, na głębokościach 90–600 m p.p.m., nocą podpływa bliżej powierzchni. 

## Charakterystyka
Biologia tego gatunku jest słabo poznana. Gatunek jajożyworodny. Długość ciała do 180 cm. Dotychczas nie odnotowano ataków na ludzi.